# Pseudoplatyglena mirabilis
Pseudoplatyglena mirabilis är en mossdjursart som beskrevs av Gordon och Jean-Loup d'Hondt 1997. Pseudoplatyglena mirabilis ingår i släktet Pseudoplatyglena och familjen Euthyrisellidae. Inga underarter finns listade i Catalogue of Life.